# Relações entre Israel e Turquia
As relações entre Turquia e Israel são as relações diplomáticas estabelecidas  entre a República da Turquia e o Estado de Israel. Estas relações foram iniciadas em março de 1949. A Turquia foi o primeiro país de maioria muçulmana (antes do Irã, na dinastia Pahlavi) a reconhecer o Estado de Israel.
A cooperação militar, estratégica e diplomática entre a Turquia e Israel são de alta prioridade para ambos os países, que compartilham as preocupações com relação às instabilidades regionais no Oriente Médio.

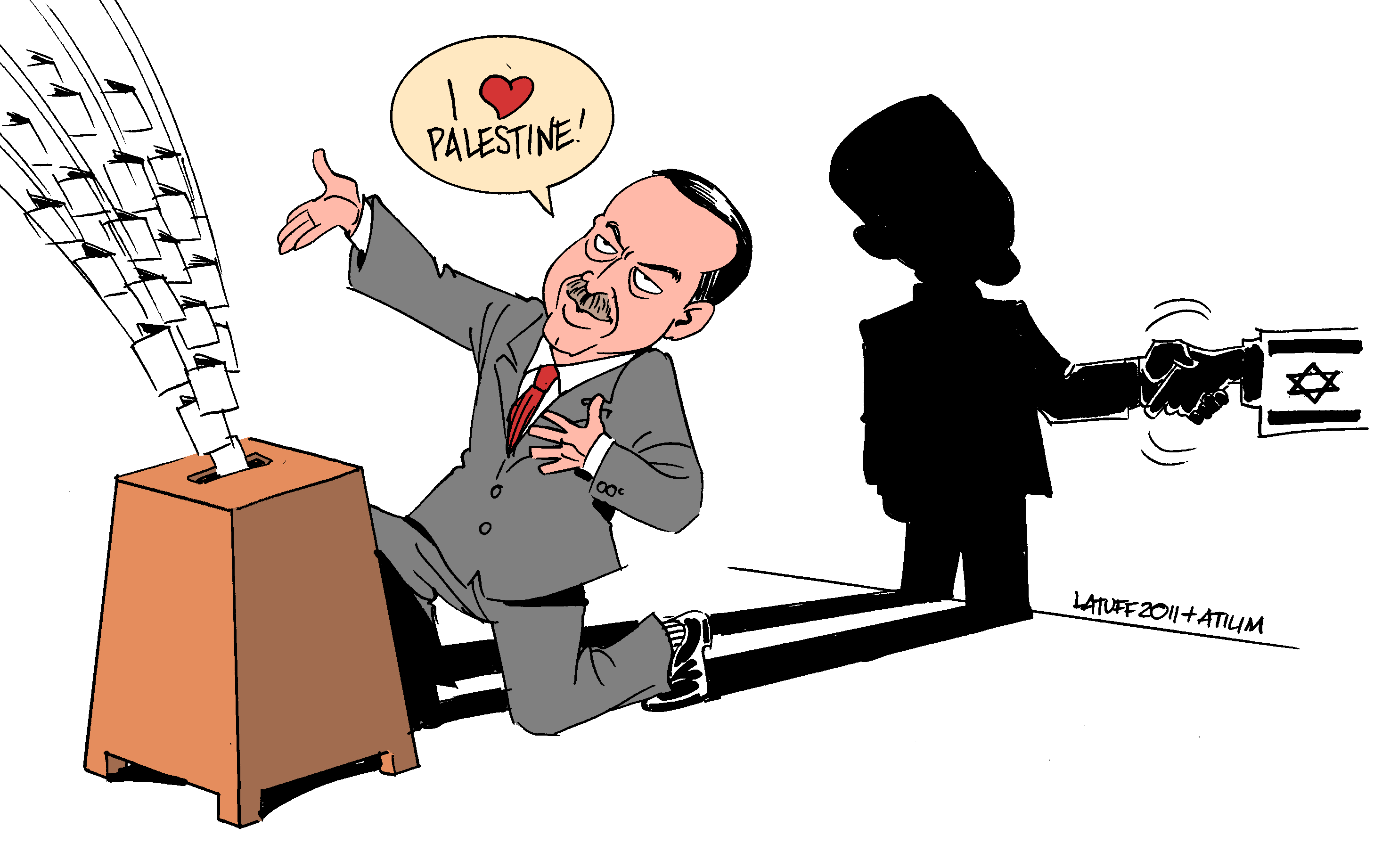
Caricatura de Recep Tayyip Erdoğan sobre o conflito israelo-palestiniano, por Carlos Latuff.

Nas últimas décadas, particularmente sob a administração turca de Erdoğan, as relações entre os dois países deterioraram-se consideravelmente. No entanto, os laços diplomáticos foram restabelecidos após uma iniciativa de normalização bem-sucedida em meados de 2022. Em setembro de 2022, o Primeiro-Ministro israelita Yair Lapid e o Presidente turco Recep Tayyip Erdoğan reuniram-se na Assembleia Geral das Nações Unidas em Nova Iorque. Foi o primeiro encontro entre o Primeiro-Ministro de Israel e o Presidente da Turquia em 14 anos, o que significa um sinal de aquecimento dos laços entre os países.

## História até 1967

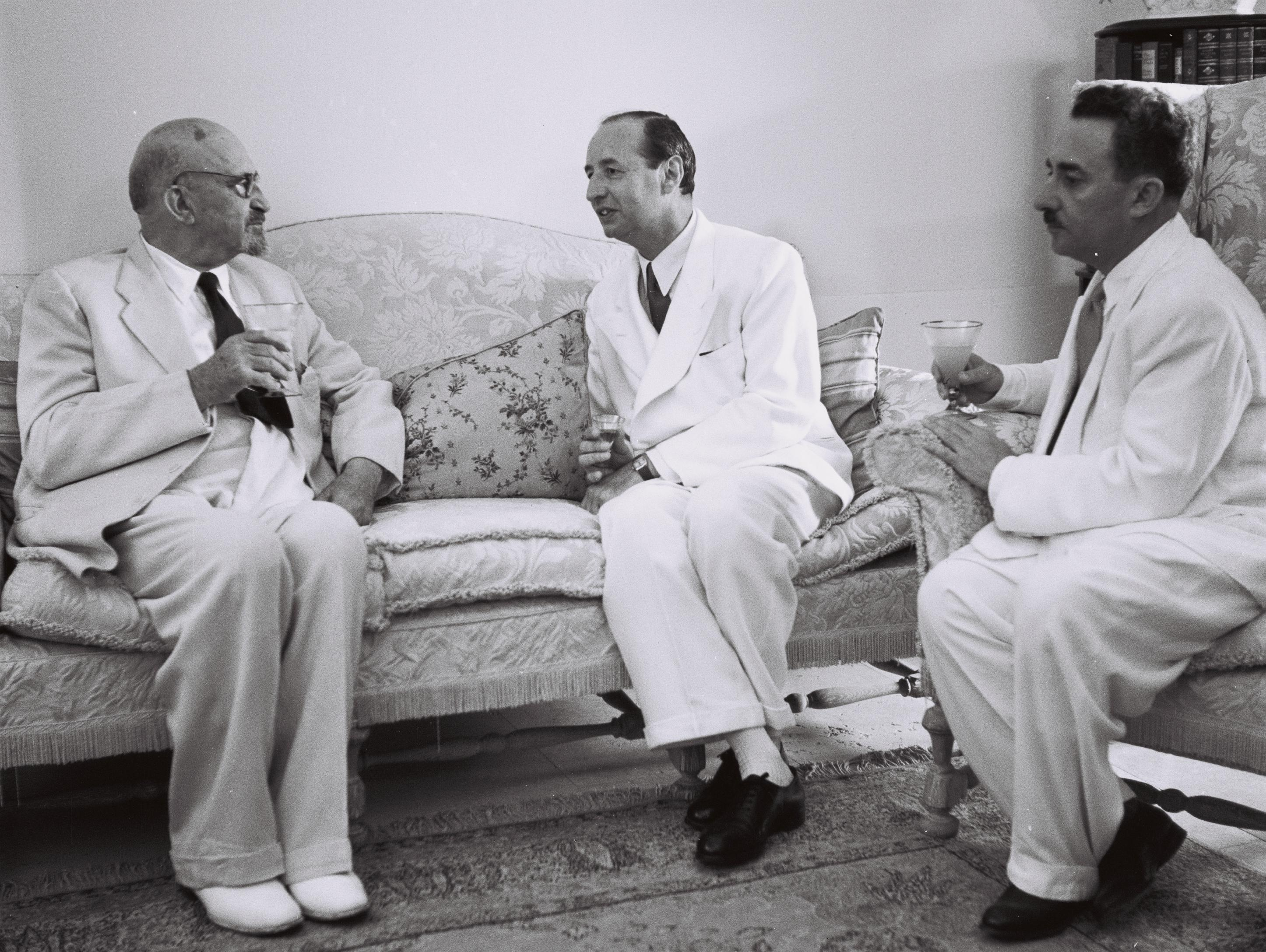
O primeiro embaixador turco para Israel, Seyfullah Esin (C), com o presidente Chaim Weizmann e o ministro das relações exteriores Moshe Sharett, depois de apresentar as suas credenciais em Rehovot. (1950)

A Turquia reconheceu o Estado de Israel em 1949. Em 1958, o primeiro-ministro israelense David Ben-Gurion e o primeiro-ministro turco Adnan Menderes reuniram-se secretamente para discutir um "pacto periférico", que incluiu campanhas de relações públicas, a troca de informações de inteligência e apoio militar. Em 1967, a Turquia se juntou à condenação árabe de Israel após a Guerra dos Seis Dias e pediu a retirada de Israel dos territórios ocupados, mas se absteve de votar a favor de uma cláusula referente a Israel como um "estado agressor". Em uma reunião da Organização da Conferência Islâmica em Rabat, no Marrocos, a Turquia se opôs a uma resolução que solicitava que cortasse as relações diplomáticas com Israel.